# Mungo Jerry
Mungo Jerry es un grupo de rock británico creado en los inicios de la década de 1970.

## Historia
Mungo Jerry es un grupo musical folk rock inglés originario de Ashford (Kent), que se inició al empezar los años 1970. Su mayor éxito les llegó con el tema "In the Summertime" publicado en 1970.
Fundador y líder del grupo es Ray Dorset (n. 21 de marzo de 1946), fascinado por el rock y el blues. El resto de miembros del grupo son Mike Cole (bajo), Paul King (guitarra), Joe Rush (percusión) y Colin Earl (piano). El grupo publicó otros trabajos en los setenta y en las décadas posteriores pero sin conseguir el éxito de su temprano tema In The Summertime.

### Inicios
Mungo Jerry saltó a la fama en 1970 después de sus actuaciones en el Festival de Hollywood en Newcastle-under-Lyme, Staffordshire, el 23 y 24 de mayo, que fue su primer concierto con este nombre, [6] inspirado en el poema " Mungojerrie and Rumpleteazer ", de Old Possum's Book of Practical Cats de TS Eliot, [1] actuando junto a Black Sabbath, Traffic, Ginger Baker's Air Force, Grateful Dead (su primera actuación en el Reino Unido) y José Feliciano. Su espectáculo del 23 de mayo fue bien recibido y los organizadores les pidieron que actuaran nuevamente al día siguiente. El primer sencillo de la banda, "In the Summertime", el primer maxisencillo del mundo, [7] lanzado el 22 de mayo, entró en las listas del Reino Unido en el puesto 13 y la semana siguiente fue directo al número 1. Ray Dorset había pedido a su jefe tiempo libre para hacer el programa Top of the Pops de la BBC.
Ray Dorset y Colin Earl habían sido previamente miembros de The Good Earth. [8] El bajista Dave Hutchins se fue para unirse a la banda de Bobby Parker y el baterista fue despedido, por lo que Dorset y Earl decidieron cumplir con el único concierto restante, un Baile de Navidad de la Universidad de Oxford en diciembre de 1968, como trío con Joe Rush, uno de los colegas de Dorset, en contrabajo. También en el cartel estaba Miller Anderson, haciendo su debut como cantante y guitarrista y Mick Farren and the Social Deviants. Aunque se reservó solo para un set, se le pidió a Good Earth que interpretara otro después de que las bandas hubieran terminado, tocando una selección de música de banda estadounidense de folk/blues/skiffle/jug de Lead Belly, Woody Guthrie y otros con algunas de las canciones de Dorset.
El trío tocó en más conciertos y consiguió un espacio regular en el Master Robert Motel en Osterley, Middlesex, donde pronto acumularon seguidores, incluido el banjo, la guitarra y el arpista de blues Paul King, quien finalmente se unió a la banda, convirtiéndola en un cuarteto. .
Después de que Rush se fue, Mike Cole fue reclutado en el contrabajo y esta formación grabó las primeras diecisiete pistas de Mungo Jerry que formaron el primer álbum y el maxisencillo, incluido "In the Summertime". Cuando hicieron su debut nacional en el Festival de Hollywood, Rush se unió a ellos en el escenario para tocar algunos números. El disco encabezó la lista de singles del Reino Unido durante siete semanas, llegó al número 1 en 26 países de todo el mundo y hasta la fecha ha vendido alrededor de 30 millones de copias. [ cita requerida ]
Según The Book of Golden Discs (1978) de Joseph Murrell, "Mungomania" fue posiblemente el fenómeno pop más sorprendente e impredecible que azotó a Gran Bretaña desde The Beatles. [9]
Mungo Jerry hizo su primer viaje a Estados Unidos en septiembre de 1970. A su regreso, Mike Cole fue despedido y reemplazado por John Godfrey, que tocaba el bajo en su segundo maxisencillo británico, " Baby Jump ", que también encabezó las listas británicas en marzo de 1971. El tercer sencillo del Reino Unido, otro maxi, " Lady Rose ", también lanzado en 1971, iba a convertirse en otro éxito número 1, pero fue retirado temporalmente de la venta por orden de la Fiscalía. Esto se debió a las quejas sobre la inclusión de la canción tradicional "Have A Whiff on Me" (a la que Dorset había agregado algunas de sus propias letras) con el argumento de que defendía el uso de la cocaína. [ cita requerida ]El maxi-single luego fue reeditado con "She Rowed" en lugar de la canción ofensiva.
Dorset fue el compositor, guitarrista, arpa de blues, mirlitón, líder y cantante. A su regreso de una larga gira por el Lejano Oriente a principios de 1972, fue convocado a la oficina de dirección de la banda y dos de los otros miembros de la banda le dijeron que estaba despedido y que Dave Lambert ocuparía su lugar.

## Discografía[4]

### Álbum
- 1970 - Mungo Jerry
- 1971 - Electronically Tested
- 1971 - You Don't Have to Be in the Army
- 1972 - Boot Power
- 1974 - Long Legged Woman Dressed in Black
- 1975 - Impala Saga
- 1977 - Ray Dorset & Mungo Jerry
- 1977 - Lovin' in the Alleys and Fightin' in the Streets
- 1981 - Together Again
- 1982 - Boogie Up
- 1984 - Katmandu - A Case for the Blues (con Peter Green y Vincent Crane)
- 1991 - Snakebite
- 1997 - Old Shoes New Jeans
- 2001 - Candy Dreams
- 2003 - Adults Only
- 2007 - Naked – From the Heart
- 2007 - When She Comes, She Runs All Over Me
- 2011 - Cool Jesus
- 2015 - Kicking Back
- 2019 - Xstreme